# D820 (Ariège)
De D820 is een departementale weg in het Zuid-Franse departement Ariège. De weg loopt van de grens met Haute-Garonne via Saverdun naar Pamiers. In Haute-Garonne loopt de weg als D820 verder naar Toulouse en Parijs.

## Geschiedenis
Oorspronkelijk was de D820 onderdeel van de N20. In 2006 werd de weg overgedragen aan het departement Ariège, omdat de weg geen belang meer had voor het doorgaande verkeer vanwege de parallelle autosnelweg A66. De weg is toen omgenummerd tot D820.